# الطيب الوحيشي
الطيب الوحيشي هو مخرج سينمائي تونسي مقيم في الإمارات العربية المتحدة.

## أعماله
- ظل الأرض (فيلم روائي)
- رقصة الريح (فيلم روائي)
- ليلة أفريقية (فيلم روائي)
- قريتي... واحدة مثل كل القرى
- غوري... جزيرة الجد
- الخمّاس (فيلم روائي)
- قرطاج (فيلم روائي)
- أوبرا ابن سينا (فيلم روائي)
- مجنون ليلى (فيلم روائي)
- عرس القمر (فيلم روائي)
- مرايا الشمس (فيلم روائي)

## الجوائز
- "التانيت الذهبي"، مهرجان قرطاج السينمائي عن فيلم "قريتي... واحدة مثل كل القرى"
- جائزة لجنة التحكيم الخاصة، الجزائر، عن فيلم "غوري... جزيرة الجد"
- جوائز أخرى في ميلانو وواغادوغو, وباري ومونتريال وجوهانسبرغ وروتردام
- تكريم مهرجان الإسكندرية السينمائي عن فيلم ( طفل الشمس ) ، 2014

## وصلات خارجية
- الطيب الوحيشي على موقع IMDb (الإنجليزية)
- الطيب الوحيشي على موقع قاعدة بيانات الأفلام العربية
- الطيب الوحيشي على موقع ألو سيني (الفرنسية)
- الطيب الوحيشي على موقع أول موفي (الإنجليزية)
- الطيب الوحيشي على موقع قاعدة بيانات الفيلم (الإنجليزية)
- الطيب الوحيشي على موقع كينوبويسك (الروسية)
- http://www.ahewar.org/debat/show.art.asp?aid=20308